# All-Ireland Senior Football Championship 1905
L'All-Ireland Senior Football Championship 1905 fu l'edizione numero 19 del principale torneo di calcio gaelico irlandese. Kildare batté in finale Kerry ottenendo il primo trionfo della sua storia.

## All-Ireland Series

### Semifinali
| Limerick 2 settembre 1906 | Kerry | 2-10 – 1-03 | Roscommon |  |

| Dublino 30 settembre 1906 | Kildare | 4-15 – 1-06 | Cavan | Jones' Road |

### Finale
| Thurles 16 giugno 1907 | Kildare | 1-07 – 0-05 | Kerry | 15000 |